# Hilfeleistungstanklöschfahrzeug (Tschechien)
Ein Hilfeleistungstanklöschfahrzeug ist ein Einsatzfahrzeug der Feuerwehren. Es unterscheidet sich zum Tanklöschfahrzeug hauptsächlich darin, dass es neben einem großen Löschwassertank auch über Geräte und Materialien zur Menschenrettung ausgestattet ist. Die tschechische Abkürzung für ein Hilfeleistungstanklöschfahrzeug ist CAS, genau so wie für das Tanklöschfahrzeug und das Großtanklöschfahrzeug.

## Aufgabengebiet
Ein Hilfeleistungstanklöschfahrzeug ist mit Geräten für die Menschenrettung, wie hydraulisches Rettungsgerät und einen großen Tank für Löschwasser ausgestattet. Es ist somit gut für Brandeinsätze in Gebieten ohne Wasserversorgung, aber auch für verschiedene Hilfeleistungseinsätze, geeignet. Durch den großen Wassertank lässt es sich im Pendelverkehr einsetzen, um andere Feuerwehrfahrzeuge mit Wasser zu versorgen.

## Fahrzeugtypen

### CAS 20
Das CAS 20  wurde unter anderem auf dem Fahrgestell des Tatra 815 aufgebaut. Besetzt ist das Fahrzeug wie bei Tanklöschfahrzeugen üblich mit einer Staffelbesatzung. Neben einem hydraulischen Rettungsgerät gehört auch eine Frontseilwinde mit zur Ausstattung. Die Pumpenleistung der Heckpumpe beträgt 2.400 l/min. Die neueren Fahrzeuge dieser Baureihe tragen die Bezeichnung CAS 20-S2T. Die Typenergänzung S2T steht für Gewichtsklasse über 14.000 kg „S“, Universalfahrgestell Straße/Allrad „2“ sowie Zusatzausstattung Technische Hilfeleistung „T“.

### CAS 24
Durch die Öffnung des Fahrzeugmarktes auch für westliche Feuerwehrfahrzeughersteller und -ausrüster wurden das CAS 24  auch auf dem Fahrgestell des Iveco Magirus 135 E 24 aufgebaut. Anders als bei Tanklöschfahrzeugen üblich war die Mannschaftskabine dieses Modell für eine Gruppenbesatzung ausgelegt. Neben einem hydraulischen Rettungsgerät gehört auch eine Frontseilwinde mit zur Ausstattung. Die Pumpenleistung der Heckpumpe beträgt 2.400 l/min. Eines dieser Fahrzeuge war bei der Feuerwache 7 der Berufsfeuerwehr in Prag stationiert.

### CAS K 27
Für das CAS K 27  wurde unter anderem auf dem Fahrgestell des Tatra 815 verwendet. Es verfügt wie bei Tanklöschfahrzeugen üblich über eine Staffelbesatzung. Im Gegensatz zu den Tanklöschfahrzeugen gehört zur Ausrüstung des Fahrzeuges ein hydraulisches Rettungsgerät aber auch eine Frontseilwinde. Die Pumpenleistung der Heckpumpe beträgt 2.400 l/min.

## Quelle
- Wolfgang Jendsch: Osteuropäische Feuerwehrfahrzeuge. Motorbuch Verlag, 2011, ISBN 978-3-613-03353-5